# 乌斯季伊利姆斯克区
乌斯季伊利姆斯克区（俄语：Усть-Илимский район）是俄罗斯联邦伊尔库茨克州下辖的一个区，其行政中心为乌斯季伊利姆斯克。据2016年统计，该区的人口为15724人。